# Deerhurst
Deerhurst est un village et une paroisse civile du Gloucestershire, en Angleterre. Il est situé sur la rive orientale de la Severn, un peu au sud de Tewkesbury. Administrativement, il relève du borough de Tewkesbury.
Il abrite deux bâtiments d’époque anglo-saxonne : l’église Sainte-Marie, un prieuré édifié au IXe ou au Xe siècle, et la chapelle d'Odda, construite dans les années 1050 pour le comte Odda de Deerhurst.